# Termálvizek Magyarországon
A magyar termálvíz Magyarország vízrajzának különleges adottsága, mennyiségileg és minőségileg világméretekben kiemelkedő. Előnyös balneológiai és geotermikus adottságainak köszönhetően termálvízekben bővelkedő ország. Japán, Izland, Olaszország és Franciaország után Magyarország a világ ötödik termálvíz nagyhatalma. A gyógyvizes hőforrások az ország valamennyi régiójában előfordulnak, és számos gyógyfürdőt táplálnak. Budapest a világ egyetlen gyógyfürdőkkel rendelkező fővárosa. A gyógyvízkincsre épülő magyar fürdőkultúra több mint 2000 éves múltra tekint vissza. Világszerte ismert értékes gyógyvizeiről, amelyek turisztikai szerepe jelentős, ezért az ország a nemzetközi gyógyturizmus egyik kedvelt célpontja. A magyar turizmus adottsága „mozaikszerű” azaz, nem egy helyen, mintegy egymás mellett jelennek meg. Az egymást erősítő hatásuk mindig fejlesztéspolitikát feltételez. Egyetlen kivétel ez alól a magyar termálvízkincs. Ez az a kitörési pont, amely köré a fenntartható energiagazdálkodás mellett a turizmus mozaikos jellegű adottságait szervezni lehet és kell is! Nemcsak a munkahelyteremtő hatás maradéktalan kibontakoztatására alkalmas, hanem a GDP termelésének lehető legolcsóbb, legkevesebb befektetéssel járó módja.
A termálvízre alapozott turizmus fejlesztése már évtizedek óta folyik, de még mindig nem kielégítő eredménnyel. Emiatt szükséges, hogy nagy volumenű programok induljanak be a termálturizmus fejlesztésére.

## Geotermikus adottságok
A kedvező földtani körülmények hozták létre a kimagasló mennyiségű hévizeket. A térség földszerkezetének alakulása során a Kárpát-medence alatti földkéreg viszonylag elvékonyodott, s emiatt a felszínhez közel került a magas hőmérsékletű földköpeny.  Ennek vastagsága a régióban 23–27 km közötti. A kéreg elvékonyodását valószínűleg köpenybeli mélyáramlások okozzák.

## Vízföldtani adottságok
A forró altalaj, a magas kőzethőmérséklet még nem elégséges a hévizek kialakulásához. Ehhez szükség van a vizet tároló és azt leadni képes kőzetekre, képződményekre, melyeket vízadóknak nevezünk. A Kárpát-medence földtörténeti fejlődése során kialakult állapotok ehhez kedvező körülményeket biztosítanak. Gyakorlatilag nincs olyan része Magyarországnak, ahol a felszín alatt ne fordulnának elő jó vízadó tulajdonságú képződmények. A bennük tárolt vizek - a geotermikus adottságok következtében - a mélységgel arányosan növekvő hőfokúak.

## Balneológiai adottságok
Magyarország különleges balneológiai adottságai révén rendkívül gazdag ásványvizekben és gyógyhatású termálvizekben. Izland, Japán, az Amerikai Egyesült Államok,  Franciaország, Olaszország, Kína és Új-Zéland mellett itt vannak a legnagyobb hévíz készletek.
Ritkábban említik meg, hogy az itt lévő hévízek gyógyászati, balneológiai hatásait tekintve egyedülállóak a világon. Sehol máshol nem található, ennyi különböző betegség kezelésére, illetve megelőzésére alkalmas kiváló minőségű termál és gyógyvíz. A legismertebbek: a budapesti fürdők, Harkány, Hévíz, Bükfürdő, Zalakaros, Sárvár, Gyula, Hajdúszoboszló, Debrecen a legnagyobbak közül valók. Az eddig kihasználatlan természeti értékeket testesítik meg. A természetgyógyászat reneszánszát éljük meg, ami tovább növeli az érdeklődést a gyógyító vizek iránt.

## Magyarország egyedülálló gyógy- és termálturisztikai adottságai
A gyógyturizmus vagy más elnevezés szerint az egészségturizmus különböző formái egyre jelentősebb szerepet játszanak a világ turizmusában. Ez a tendencia a jövőben növekedni fog Európa és Magyarország kínálatában is. A természetes gyógyászat, az egészséges életmód, és az ezzel járó életszemlélet (fitnesz, wellnesz), a jó fizikai erőnlét, a jó kondíció megőrzése, a betegségek megelőzése iránti igény az egész világon növekszik. A vendégkör bűvölésében az európai átlagéletkor növekedése, az aktív nyugdíjas kor kitolódása jelentős szerepet játszik.
Magyarország rendkívül gazdag természetes gyógytényezőkben, amelyek: ásványvíz, hévíz, gyógyvíz, gyógyiszap, barlangklíma, mofetta, éghajlati mikroklíma.
A már kiépült gyógy és termál-egészségturisztikai szolgáltató és vendégfogadórendszer, a már meglévő üzemeltető vállalkozások, a hatékony marketing és értékesítő hálózat, a magyar balneológiai gyógyítás nemzetközi elismertsége, az azt ellátó orvosok és az egészségügyi személyzet magas színvonalú felkészültsége és egészségügyi szakmaisága, a sok évtizedes fürdőkultúránk jó alap a továbblépésre.
A meglévő jó adottságok és pozíciók megléte mellett is érzékelhetők természetföldrajzi adottságaink és készségeink nagyobb egészségturisztikai vendégkör ellátására és fogadására is képesek vagyunk.

## Gyógyhelyek

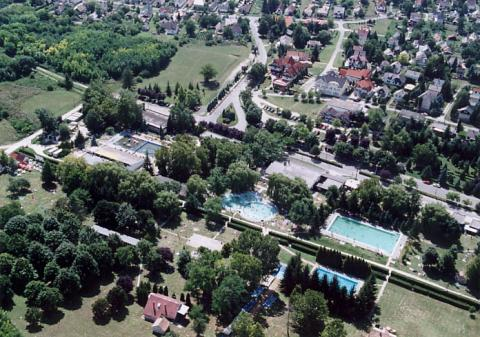
Igali Gyógyfürdő

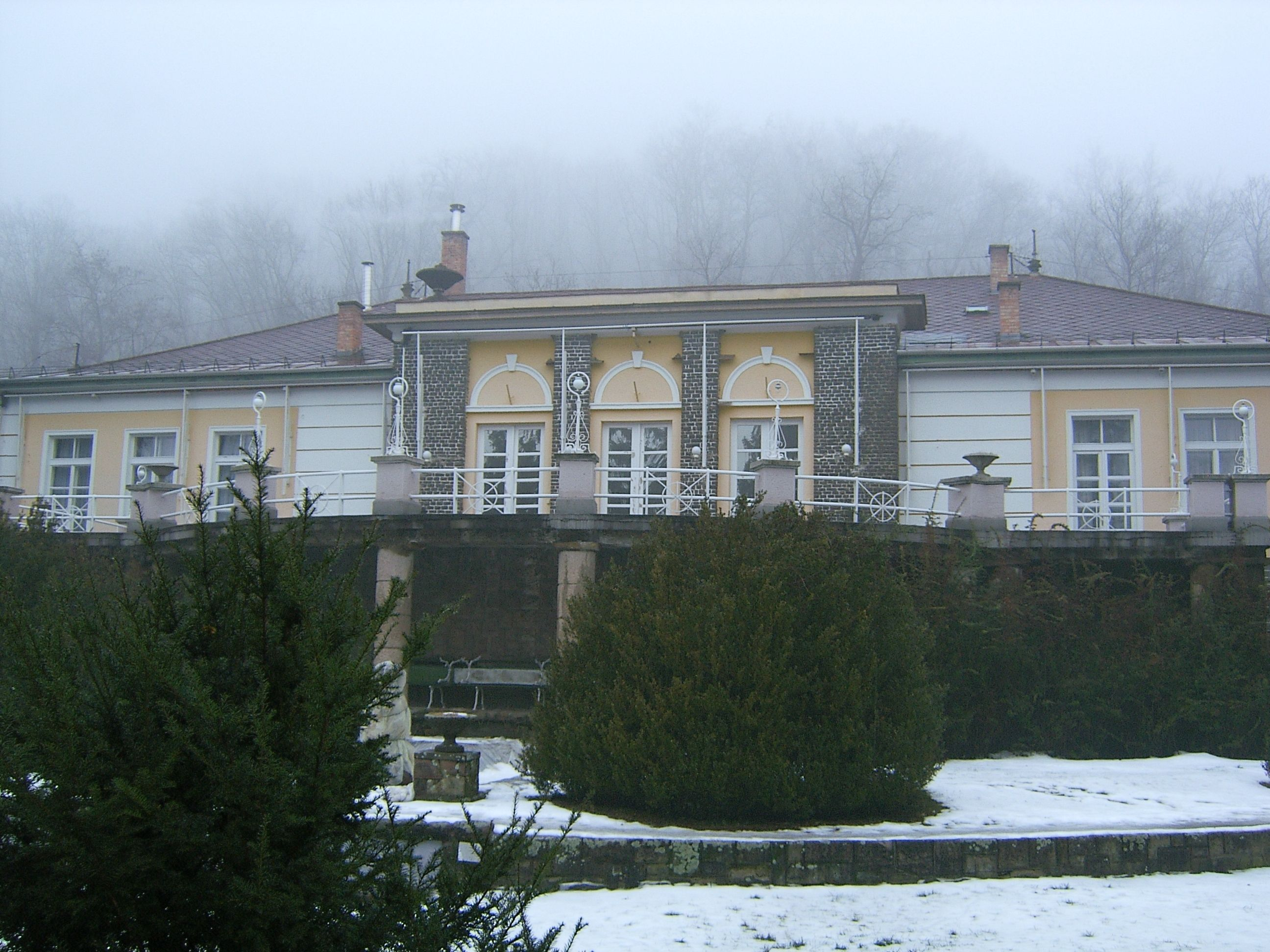
Parádfürdői Kórház

Termálvíz-, s gyógyvíz adottságait tekintve Magyarország első helyen áll Európában.[forrás?] Jelenleg kb. 500 termálvíz előfordulási hely van, ami azt jelenti, hogy az ország területének 70%-án található +30 °C-nál melegebb természetes víz. A természetes vízfeltörések, források az Alföld peremén, a középhegységek törésvonalai mentén, a mesterséges feltárások (fúrások) az Alföldön és a Dunántúlon többnyire olaj- és földgázkutatás nyomán létesültek.
A kutakból percenként kb. 440 m³ víz fakad. A meglévő kutak vízkészletét 4000 km³-re becsülik. Ennek mintegy 10%-a kitermelhető. Ez azt jelenti, hogy kb. 200 évre volna elegendő.
A termál és gyógyvizeket, a jelenleg ismert és előforduló alkotórészek figyelembevételével a következők szerint lehet osztályozni:
- szénsavas vagy savanyúvizek, amelyek elsősorban vulkanikus kőzetanyagú hegységekben illetve azok peremein találhatók. Előfordulási helyeik: Balaton-felvidék, a Balaton déli partja, Székesfehérvár és környéke, a Nyugat-Dunántúlon. Balf és Bük, a Mátrában: Parádfürdő.
- alkalikus vizek: az Alföldön: Békéscsaba, Kiskunhalas, a szegedi Anna-forrás, Szolnok. a Dunántúlon: Sikonda, Nagyatád, Kaposvár, Csokonyavisonta, Zalakaros, Észak-Magyarországon: Bükkszék→ a „Salvus víz”, amely ként is tartalmas, tehát oda is tartozik, a parádi Csevice, Mezőkövesd-Zsóri-fürdő.
- kénes gyógyvizek: Dunántúlon Harkány, Hévíz, Balf-csak az egyik forrás, Fonyód közelében Csisztapusztán, Észak-Magyarországon Bogácson, Kéked, Budapesten a Lukács és a Rudas-fürdő.
- meszes jellegű vizek: a budapesti gyógyforrások nagy része, az esztergomi és a miskolctapolcai, a mohai Ágnes, és a parádi Szent István forrás.
- keserű vizek találhatók Budapesten, Nagyigmándon, Tiszajenőn.
- konyhasós vizek: Budapest, Debrecen, Sárvár, Igal, Hajdúszoboszló.
- vasas-timsós jellegű gyógyforrások: Parád, (Clarissa-forrás), Erdőbénye, Moha Stefánia-forrás, Csopak.
- jódos, brómos vizek: Ezek az alföldi mélyfúrású kutakból származnak. Hajdúszoboszló, Cegléd, Cserkeszőlő, Karcag, Tiszaföldvár, Túrkeve, Nagyszénás, Nógrád vármegyében Sóshartyánon (Jódaqua).
- Radioaktív jellegű források: Budapesten a Gellért-, és a Rudas-fürdő, Eger, Miskolctapolca, Hévízi-tó.
- egyszerű termál vizek: Az ország nagy részén találhatók.

## Elmaradott térségek
Azokban a térségekben, ahol a fejlesztés a meglévő termálkincs kiaknázását lehetővé teszi, ott indokolt  a végrehajtandó fejlesztések kiemelése és támogatása. Ilyenek területek például: az Ormánság, Marcali, Pásztó, Barcs, Tényő térsége. A kidolgozandó programban ismételten meg kell határozni, a nemzetközi, az országos a regionális és a helyi jellegű fejlesztések, illetve települések körét. Feltétlenül szükséges a fejlesztések ütemezése is. Fontos megemlíteni, hogy a fürdőfejlesztésekhez kapcsolódóan kiemelten kell kezelni a szálláshelyek,  és vendéglátóhelyek minőségének javítását, a mennyiségének bővítését.
A geotermikus energia a megújuló energiaforrások  hasznosítása terén problémát jelent, hogy a szakmai berkeken túl alig ismert és nincs terv a megújuló energiaforrások hazai hasznosítására (pl. energiaválság, szabotázs esetére). A hasznosítás Nemzeti Programjára szükség lenne, melyek alapján az ilyen irányú fejlesztések szavatolhatók lennének. (ipari felhasználás, fűtés, melegvíz)
Nagyságrendekben, hatásfokban a legnagyobb potenciálban kihasználatlan energiaforrásunk a geotermikus energia. Jelenleg Európa legnagyobb készletekkel rendelkező országában, (lásd az ábrát) az energiamérlegben a legalacsonyabb a geotermikus energia részaránya.